# 豊後大野市コミュニティバス
豊後大野市コミュニティバス（ぶんごおおのしコミュニティバス）は、大分県豊後大野市にて運行しているコミュニティバスである。

## 概要
- 合併前の各自治体が運行していた、以下のコミュニティバスを引き継いだものである。

1. 緒方町コミュニティバス（おがたコミュニティーバス）
2. 大野町福祉バス
3. 朝地町福祉バス
4. 清川村コミュニティバス

- 路線は今も旧自治体に合わせて、「おがたコミュニティーバス」「大野町コミュニティバス」「朝地町コミュニティバス」「清川町コミュニティーバス」に分かれている。
- 運行形態は全て、道路運送法の規定に基づく自家用自動車（白ナンバー車）による有償運送である。
- 運行日は、各地区ごとに以下の通り。

おがたコミュニティーバス、清川町コミュニティーバス - 1/4 - 12/31の毎日
大野町コミュニティバス - 1/4 - 12/30の月曜・水曜・金曜のみ
朝地町コミュニティバス - 1/4 - 12/29の火曜・金曜のみ
- 運賃は基本的に1回乗車200円、但し「おがたコミュニティーバス」の長谷緒井路バス停を跨ぐ区間は、300円。小中学生は半額、小学生未満は無料。
  - 回数券は200円券および300円の11枚綴りのものがある。定期券は1ヵ月用と3ヵ月用とがある。
- コミュニティバスの運行内容について諮問するための「コミュニティバス運営協議会」を設置している。

## 沿革
- 1971年11月1日 - 【緒方町】大分バスの路線廃止により、上畑 - 尾平鉱山間2往復で緒方町営バス運行開始。
- 1996年6月3日 - 【緒方町】緒方町営バス新路線開設（小原 - 滞迫 - 栗生 - 小原,姥社 - 栗生 - 滞迫 - 小原）。
- 2003年6月1日 - 【緒方町】町営バス、スクールバス、患者輸送バスを緒方町コミュニティバス（おがたコミュニティーバス）（7路線）に統合。
- 2003年8月1日 - 【朝地町】朝地町福祉バス運行開始。[1]
- 2004年4月？ - 【清川村】清川村コミュニティバス運行開始。
- 2004年5月7日 - 【大野町】大野町福祉バス運行開始。
- 2005年3月31日 - 豊後大野市発足に伴い、合併町村のコミュニティバスを併せて豊後大野市コミュニティバスとなる。
- 2006年4月1日 - 大野町コミュニティバス貫原線を貫原 - 矢形間延長、末端部循環運行になる。「大野町物産館前」停留所追加（全路線経由）。

## 路線

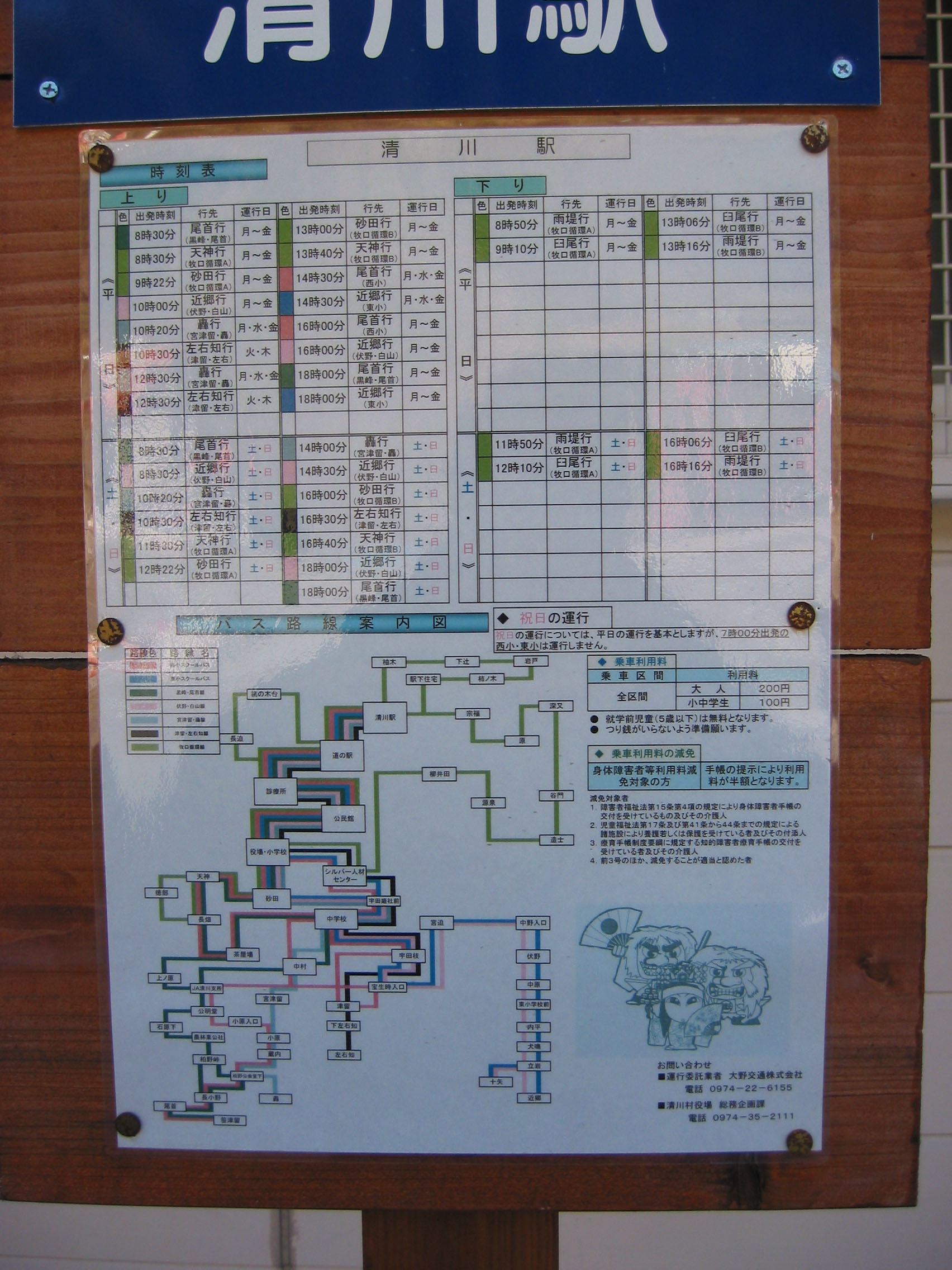
清川村コミュニティバス当時の路線図・時刻

### おがたコミュニティーバス（緒方地区）
長谷川線
- 緒方駅 - 公立おがた総合病院 - 宮迫石仏 - 花木沢 - 米山 - 長谷緒井路 - 小原 - （上滞迫） - 傾山登山口 - 上畑 - 土岩 - 尾平鉱山
  - 上滞迫経由は平日の1往復のみ。

上緒方線
- 緒方駅 - 公立おがた総合病院 - 原尻の滝 - 辻 - 牧原 - 米山 - 巣石入口 - 木野原入口 - 馬場 - 開拓 - 巣石入口 - （以降往路と逆順）緒方駅
  - 上記の経路のみの片方向循環路線。

小富士線
- 緒方駅 - 公立おがた総合病院 - 原尻の滝 - 小宛 - 大久保 - 板屋 - 公立おがた総合病院 - 緒方駅
  - 上記の経路のみの片方向循環路線。

南部東線
- 緒方駅 - 公立おがた総合病院 - 上田 - 朷迫 - 御霊八社 - 天神尾 - 広石 - 土入 - 広石 - 御霊八社 - 天神 - 上田 - 公立おがた総合病院 - 緒方駅
  - 上記の経路のみの片方向循環路線。火曜・木曜（祝日除く）のみの運行。

南部西線
- 緒方駅 - 公立おがた総合病院 - 今山 - 天神尾 - 花木沢 - 姥社 - 徳尾入口 - 天神尾 - 今山 - 公立おがた総合病院 - 緒方駅
  - 上記の経路のみの片方向循環路線。月曜・水曜・金曜（祝日除く）のみの運行。

長谷川・南部線
- 緒方駅 - 公立おがた総合病院 - 上田 - 朷迫 - 御霊八社 - 天神尾 - 花木沢 - 姥社 - 長谷緒井路 - 小原 - 上滞迫／上畑

上緒方・小富士線
- 緒方駅 - 公立おがた総合病院 - 大久保 - 小宛 - 牧原 - 米山 - 巣石入口 - 木野原入口 - 馬場 - 開拓 - 巣石入口 - （以降往路と逆順）緒方駅
  - 上記の経路のみの片方向循環路線だが、実際は木野原入口始発や開拓終着のダイヤばかりで、循環運行している便はない。

### 大野町コミュニティバス（大野地区）
岩杉線
- 大野支所 - 町 - 光昌寺公民館入口 - 小切畑 - 河面 - 岩杉 - 光昌寺公民館入口 - 町 - 大野支所
  - 上記の経路のみの片方向循環路線。

沢田線
- 大野支所 - 町 - 府手橋 - 沢田

貫原線
- 大野支所 - 町 - 師田木峠 - 安藤 - 貫原 - 矢形 - 安藤 - 師田木峠 - 町 - 大野支所
  - 上記の経路のみの片方向循環路線。

木浦畑線
- 大野支所 - 町 - 片島 - 木浦畑公民館前

古殿線
- 大野支所 - 町 - 若宮 - 藤浪 - 醍醐寺前 - 辻 - 加原入口 - 古殿 - 加原入口 - 醍醐寺前 - 若宮 - 町 - 大野支所
  - 上記の経路のみの片方向循環路線。

おがた総合病院線
- 大野支所 - 町 - 津留 - おがた総合病院前

### 朝地町コミュニティバス（朝地地区）
宮生・おがた総合病院線
- 朝地支所 - 農協前 - 石田団地 - 若宮支所前 - おがた総合病院

普光寺線
- 朝地支所 - 農協前 - 石田団地 - 用作公園 - 普光寺駐車場

北部幹線
- 朝地支所 - 農協前 - 石田団地 - 農協前 - 朝地支所 - 農協前 - 井上 - 小畑下

綿田線
- 朝地支所 - 農協前 - 石田団地 - 農協前 - 朝地支所 - 鍛冶屋町 - 綿田公民館前 - 古中熊

梨小線
- 朝地支所 - 鍛冶屋町 - 神角寺入口 - 梨小 - 荒木橋
  - 2往復運行。

### 清川町コミュニティーバス（清川地区）
通学西小学校ルート
- 清川駅 - 道の駅 - 支所・小学校 - 砂田 - 長畑 - 中学校 - JA清川支店 - 小原入口 - 左右知 - 柏野公会堂下 - 笹津留 - 長小野 - 柏野峠 - 小原入口 - JA清川支店 - 上ノ原 - 長畑 - （以降往路と逆順）清川駅
  - 月曜～金曜のみの運行。

通学東小学校ルート
- 清川駅 - 道の駅 - 支所・小学校 - シルバー人材センター／砂田 - 中学校 - 宇田枝 - （宝生寺入口） - 宮迫 - 立岩 - 十矢 - 近郷
  - 月曜～金曜のみの運行。朝の清川駅行の便は宝生寺入口を経由しない。

黒峰・尾首ルート
- 清川駅 - 道の駅 - 支所・小学校 - 砂田 - 長畑 - 中学校／上ノ原 - JA清川支店 - 石原下／小原入口 - 柏野峠 - 長小野 - 笹津留 - 柏野公会堂下 - 柏野峠 - 石原下 - JA清川支店 - 上ノ原 - 茶屋場 - 長畑 - （以降往路と逆順）清川駅

伏野・白山ルート
- 清川駅 - 道の駅 - 支所・小学校 - シルバー人材センター - 中学校 - 宇田枝 - 宝生寺入口 - 宮迫 - 立岩 - （十矢） - 近郷
  - 十矢は下り1便のみ経由。

宮津留・轟ルート
- 清川駅 - 道の駅 - 支所・小学校 - 砂田 - 中学校 - 宮津留 - 小原 - 柏野公会堂下 - 轟
  - 火曜・木曜は運休。

津留・左右知ルート
- 清川駅 - 道の駅 - 支所・小学校 - 砂田 - 中学校 - 宇田枝 - 津留 - 左右知
  - 月曜・水曜・金曜は運休。

牧口循環ルート
- 清川駅 - 長迫 - 支所・小学校 - 砂田 - 徳部 - 長畑 - 砂田 - 支所・小学校 - 道の駅 - 清川駅 - 原 - 造士 - シルバー人材センター - 支所・小学校 - 道の駅 - 清川駅 - 岩戸 - 柚木 - 清川駅 - 道の駅 - 支所・小学校 - シルバー人材センター - 清川駅

## 合併前に運行されていたコミュニティバス
合併前の各自治体（緒方町、大野町、朝地町、清川村）にて運行されていたコミュニティバスについては、以下の通りである。

### 緒方町コミュニティバス

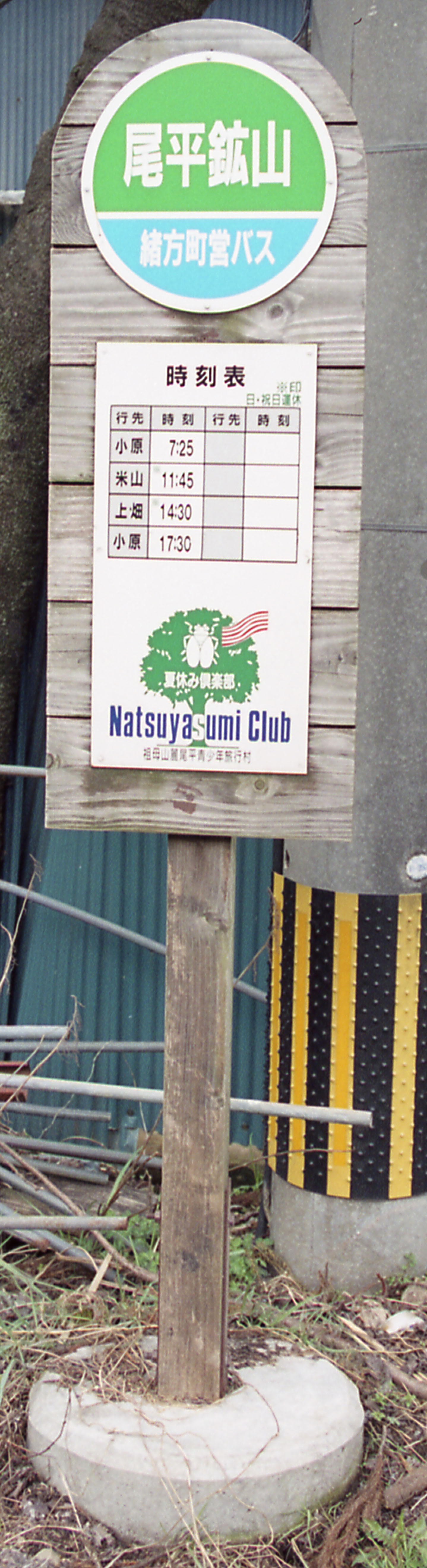
緒方町営バス当時のバス停

#### 概要
- 大分バスの路線廃止に伴う廃止代替バスである「緒方町営バス」として長らく運行してきたが、スクールバス、患者輸送バスを統合して「緒方町コミュニティバス」となった。
- 運行形態は、自家用自動車（白ナンバー車）による有償運送（いわゆる80条バス）であった。
- 「おがたコミュニティーバス」の愛称が付けられていた。

#### 路線
以下7路線があった。
長谷川線
上緒方線
小富士線
南部東線
南部西線
長谷川・南部線
上緒方・小富士線

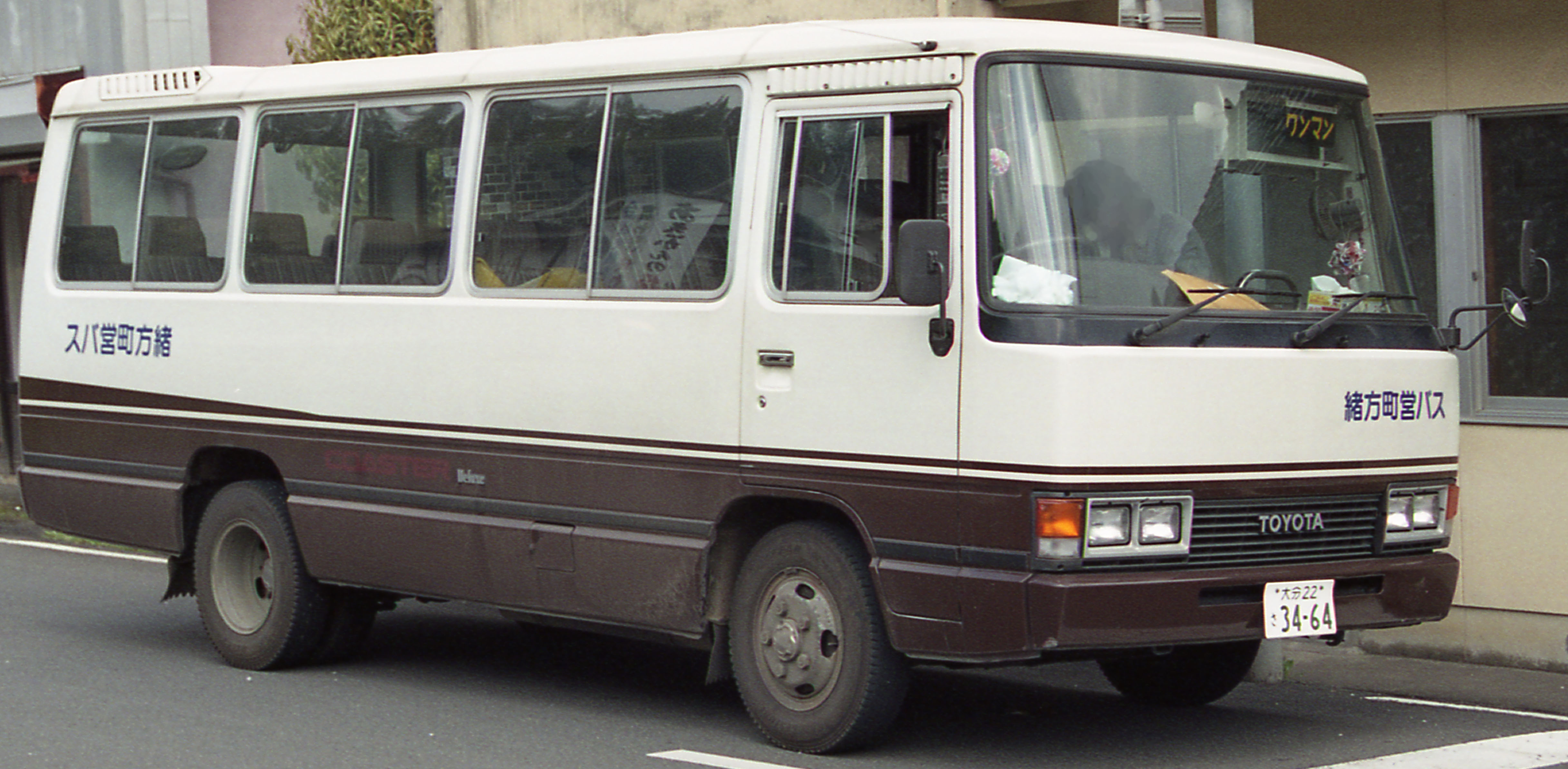
緒方町営バス当時の車両
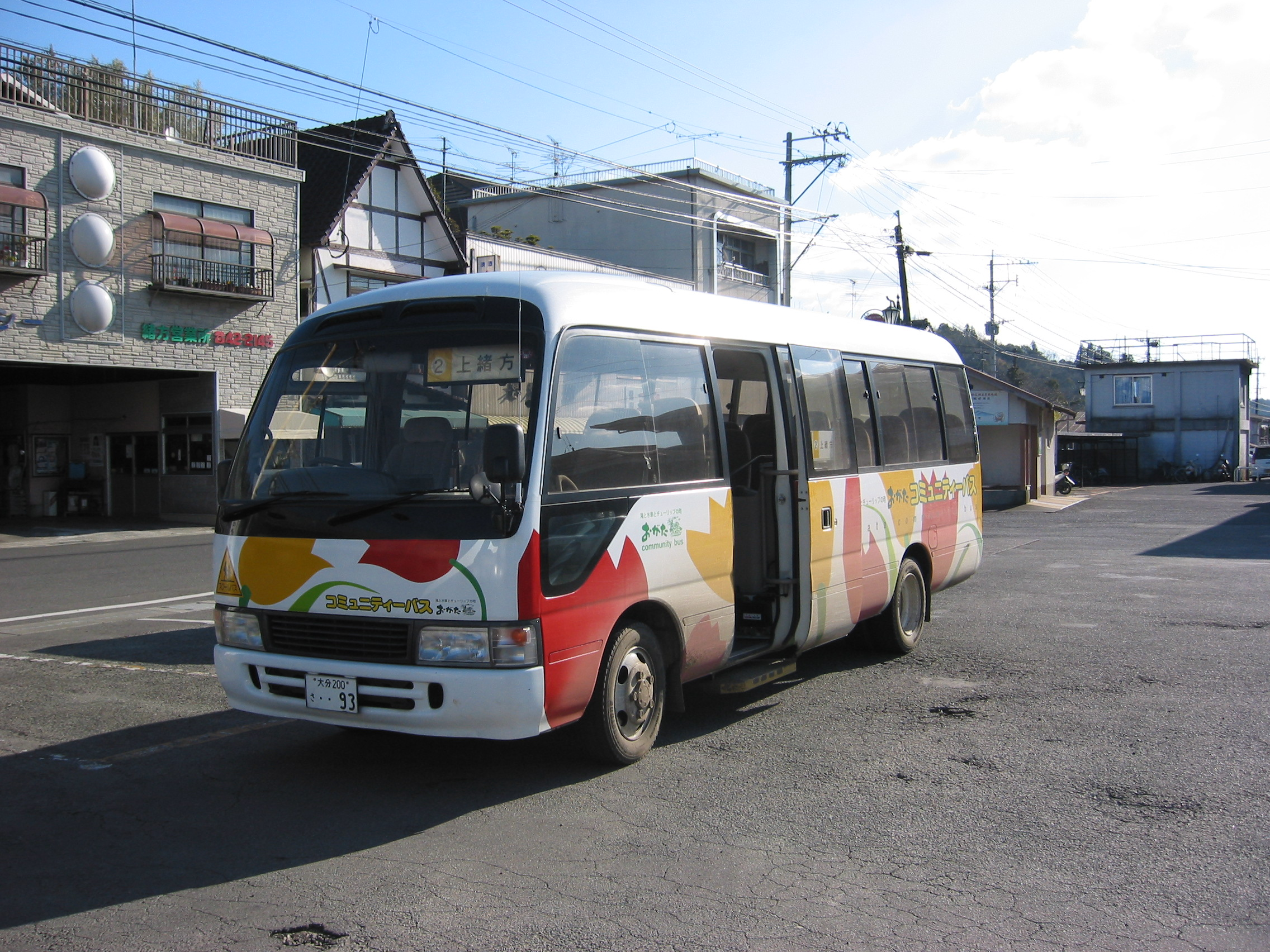
緒方町コミュニティバス当時の車両

### 大野町福祉バス

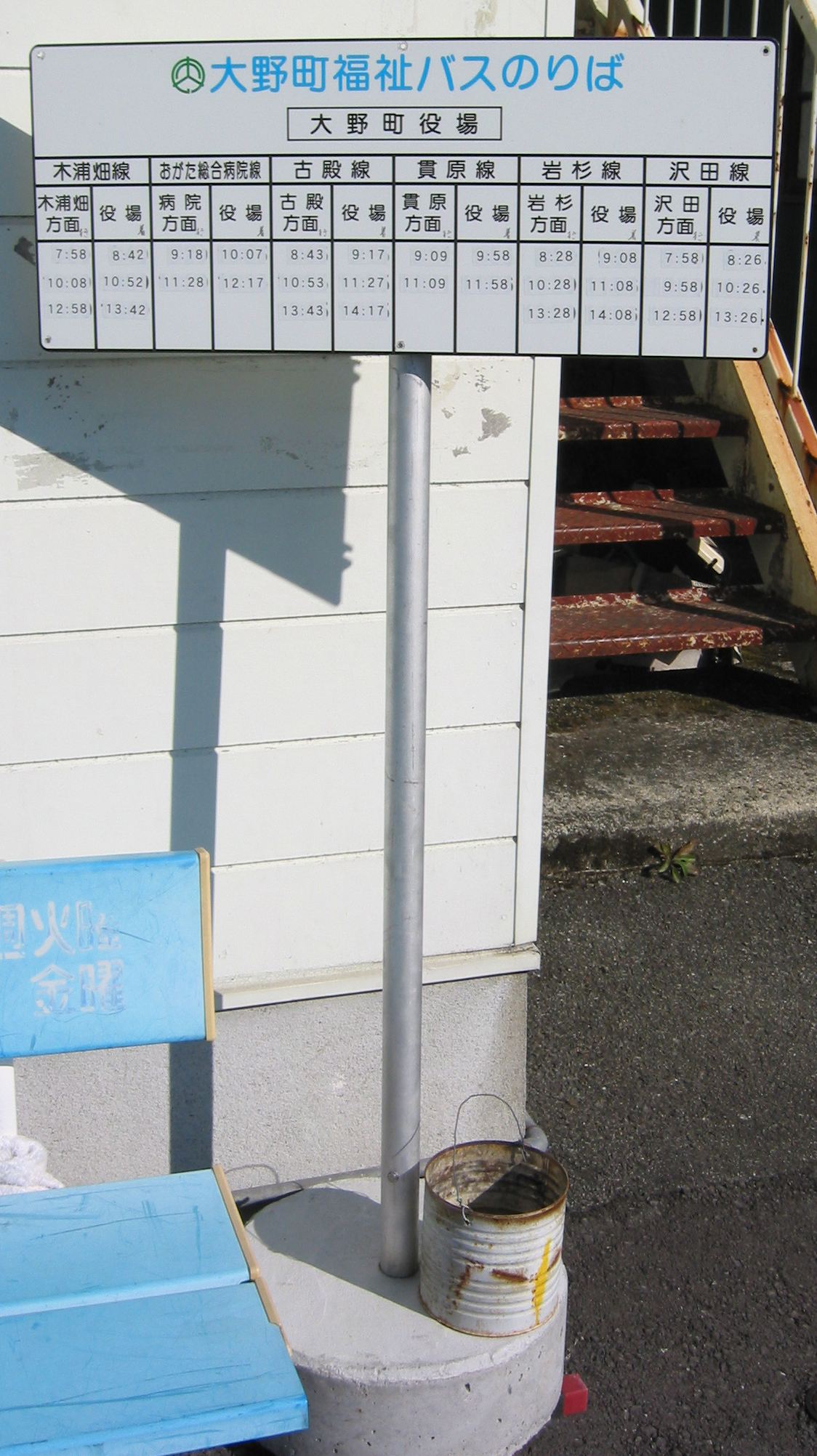
大野町福祉バス当時のバス停

#### 概要
- 料金は1回乗車200円、中学生以下は無料だった。[2]
- 全便月曜・水曜・金曜のみの運行（祝日は運行していた）。
- 貫原線、おがた総合病院線が2往復のほかは全路線3往復運行であった。
- 運行形態は、自家用自動車（白ナンバー車）による有償運送（いわゆる80条バス）であった。

#### 路線
- 以下6路線があった。　※全バス停掲載

貫原線
- 大野町役場 - 浅草 - 宮本 - 宮原 - 水ヶ田尾 - 十時 - 上十時 - 師田原 - 師田木峠 - 中土師 - 田附 - 一本杉 - 安藤 - 藪園 - 貫原

沢田線
- 大野町役場 - 南公民館入口 - 北公民館前 - 木原入口 - 藤北公民館入口 - 府手橋 - 西舞入口 - 高野公民館前 - 竹の里前 - 井野 - 上沢田 - 沢田

岩杉線
- 大野町役場 - 菅田郵便局前 - 地福寺 - 光昌寺公民館入口 - 小切畑支線入口 - 小切畑 - 河面橋 - 中山 - 河面 - 岩杉

古殿線
- 大野町役場 - もみじが丘入口 - 若宮 - 平岡入口 - 醍醐寺前 - 辻 - 加原入口 - 桑原 - 砕石場入口 - 北園神社前 - 北園公民館前 - 小迫入口 - 古殿公民館入口 - 古殿

木浦畑線
- 大野町役場 - 跨道橋 - 豊後犬山 - 植木 - 今峠 - 田尾 - 片島 - 相ヶ迫入口 - 代 - 三五 - 小倉木 - 木浦畑公民館前

おがた総合病院線
- 大野町役場 - 今川 - 運動公園前 - 大原 - 小鹿 - 神松 - 窪 - 郡山 - 両家 - 津留 - 高尾入口 - おがた総合病院前

#### 車両

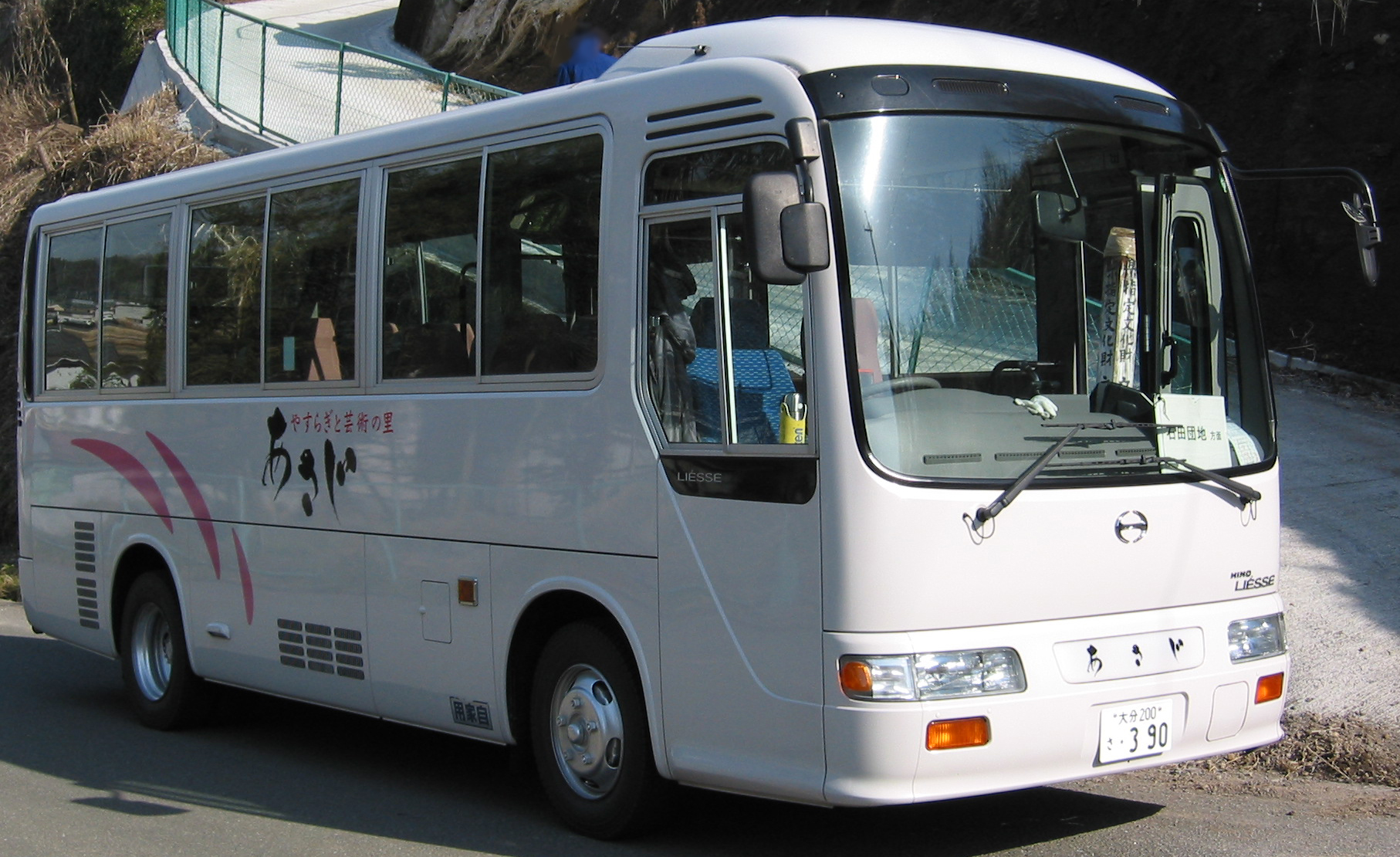
朝地町福祉バス当時の車両

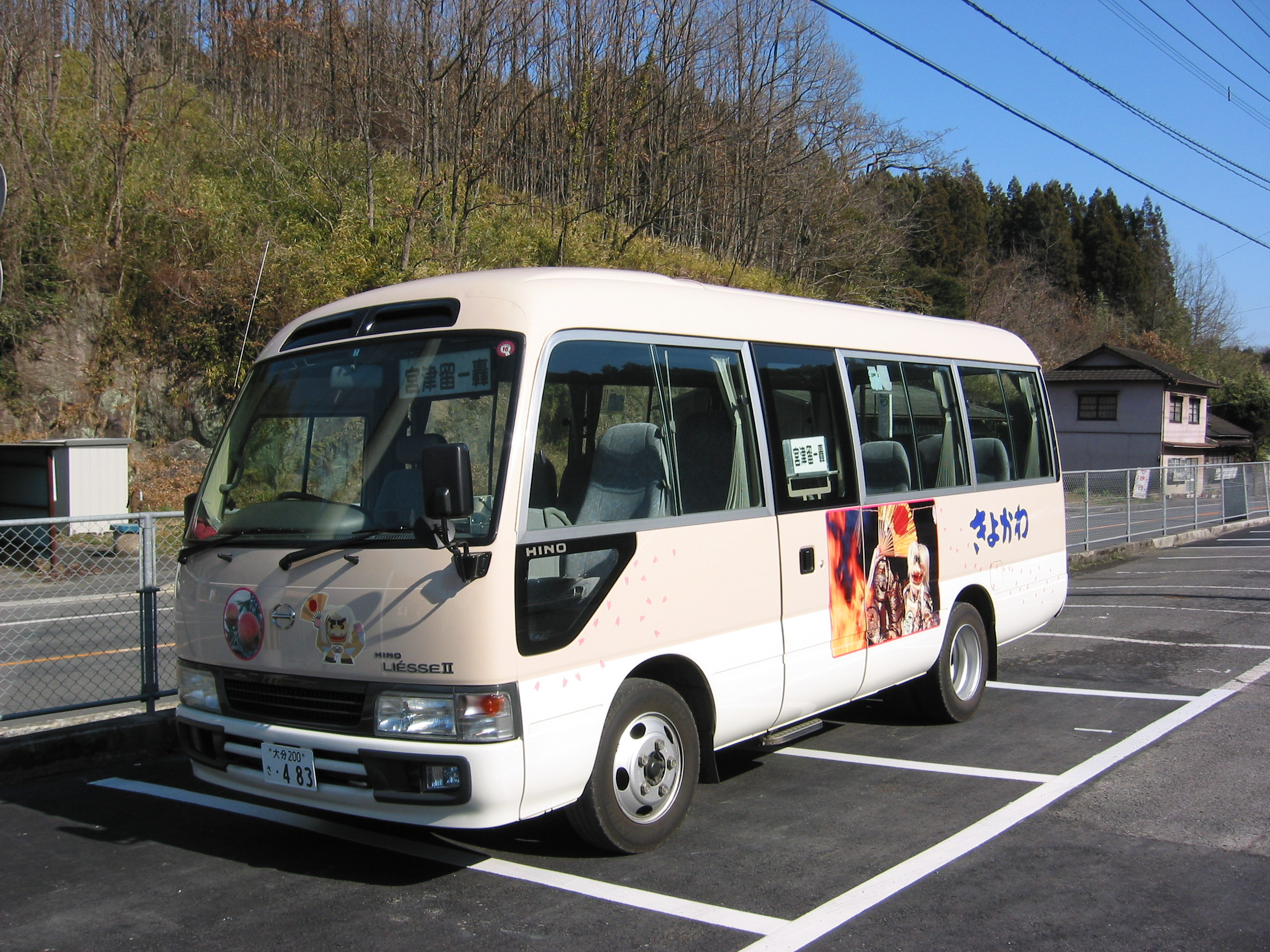
清川村コミュニティバス当時の車両

- 8人乗り車両2台により運行していた。

大野町福祉バス当時の車両
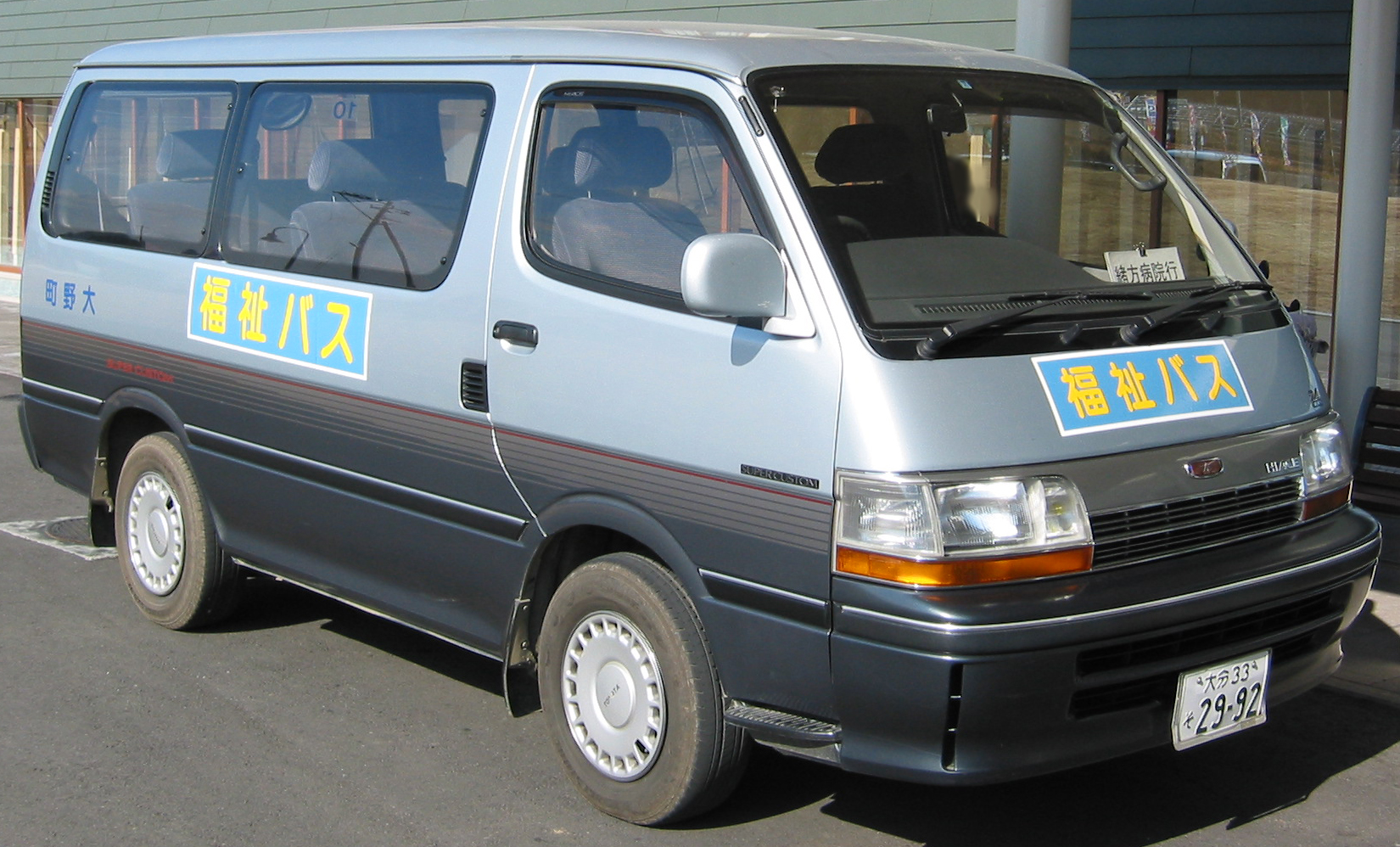
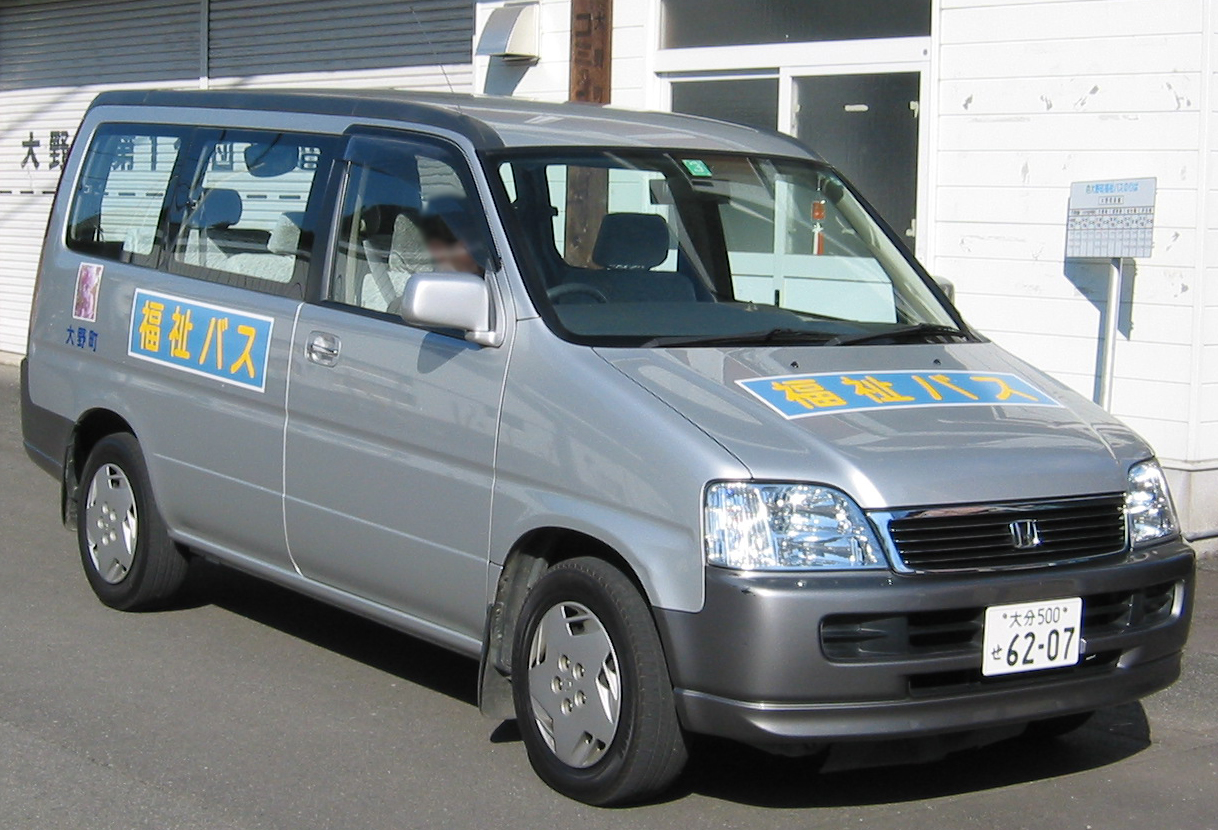

### 朝地町福祉バス

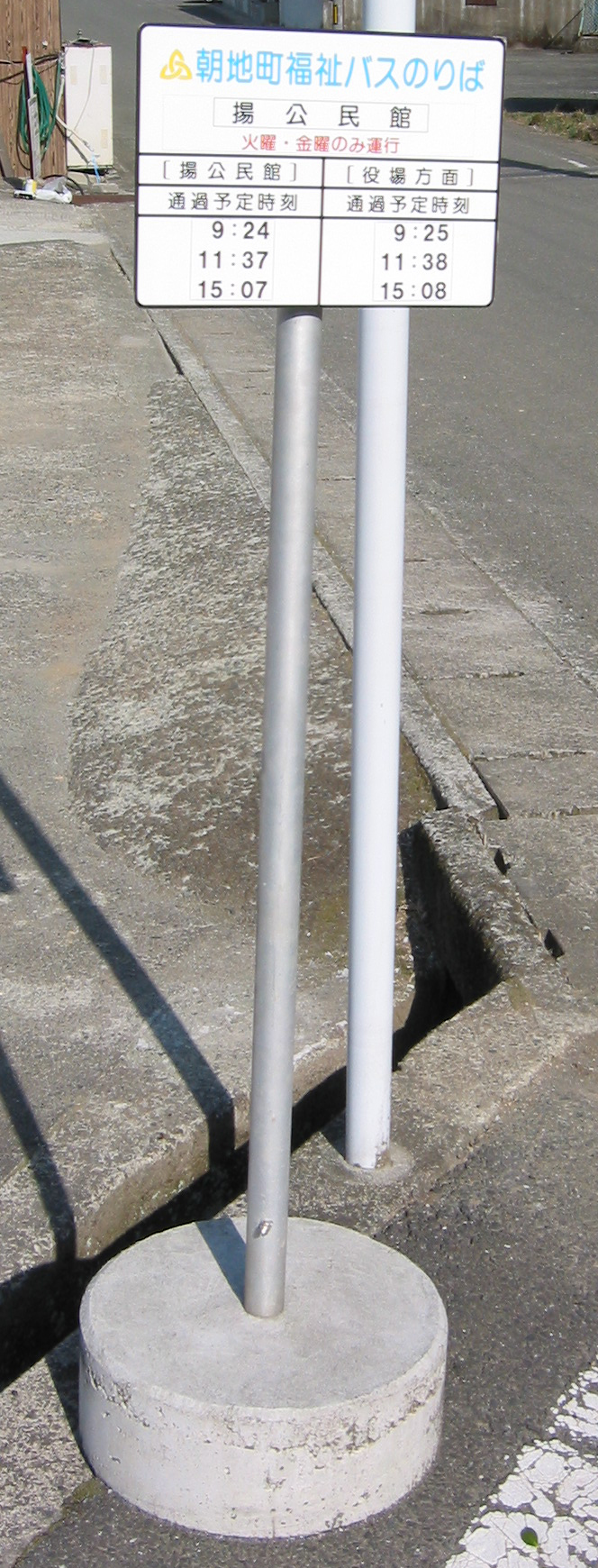
朝地町福祉バス当時のバス停

#### 概要
- 料金は1回乗車200円、中学生以下は無料だった。[1]
  - 原則回数券での利用だが、現金での利用も可能だった。回数券は役場出納室にて販売していた。
- 全便火曜・金曜のみの運行。祝日及び12/30～1/3休。
- 運行形態は、自家用自動車（白ナンバー車）による有償運送（いわゆる80条バス）であった。

#### 路線
以下5路線があった。　※全バス停掲載
南部幹線1
- 朝地町役場 - 農協前 - 石田団地 - 志賀ゲートボール場 - 若宮支所前 - 生木入口 - 宇土線入口 - 尾平線入口 - 宮生東公民館前 - 宮生東瓜生下
  - 3往復運行。

南部幹線2
- 朝地町役場 - 農協前 - （石田団地） - 堀家隧道上 - 下尾塚公民館 - 下尾塚通山 - 用作線入口 - 用作公園 - 上尾塚児童公園前 - 三本松 - 有縁寺前 - 普光寺駐車場
  - 3往復運行、下り1便のみ石田団地不経由。

北部幹線
- （朝地町役場 - 農協前 - 石田団地 - 農協前） - 朝地町役場 - 農協前 - 毛後屋トンネル - 板井迫名免利 - 葛手トンネル - 池在線入口 - 田村公民館前 - 池田橋 - 井上 - 斑瀬入口 - 町公民館 - 揚公民館
  - 3往復運行、下り1便のみ石田団地不経由、下り2便上り1便は石田団地発着。

綿田線
- （石田団地 - 農協前） - 朝地町役場 - 中学校前 - 鍛冶屋町 - 野間 - 焼野 - 長谷橋 - 綿田公民館前 - 綿田農協倉庫前 - 宮入口 - 北平 - 栗の木 - 郷野 - 花の木 - 古中熊
  - 2往復運行、下りは全便役場始発。

梨小線
- （朝地町役場 - 農協前 - 石田団地 - 農協前） - 朝地町役場 - 中学校前 - 鍛冶屋町 - 真竹 - 鏡石 - 田尾崎入口 - 臼木 - 栗栖 - 羽原入口 - 神角寺入口 - 田の尻 - 梨小 - 温見 - 荒木 - 荒木橋
  - 2往復運行、下り1便は石田団地不経由、上りは全便石田団地止。

#### 車両
- 日野・リエッセ2台により運行していた。

### 清川村コミュニティバス

#### 概要
- 料金は1回乗車200円、小中学生は100円、未就学児は無料だった。障害者及びその介護者には運賃を半額にする制度があった。
- 運行形態は、自家用自動車（白ナンバー車）による有償運送（いわゆる80条バス）であった。

#### 路線
以下7路線があった。
黒峰・尾首線
伏野・白山線
宮津留・轟線
津留・左右知線
牧口循環線
西小スクールバス
東小スクールバス

#### 車両
- トヨタ・コースターを使用していた。